# Bönigen
Bönigen är en ort och kommun i distriktet Interlaken-Oberhasli i kantonen Bern, Schweiz. Kommunen har 2 655 invånare (2023).
Bönigen ligger vid Brienzsjöns strand, nära floden Lütschines mynning.